# Dacia Valent
Dacia Valent est une femme politique italienne, née le 12 février 1963 à Mogadiscio (Somalie) et morte à Rome le 22 janvier 2015. La médiatisation dont elle fait l'objet après avoir été victime d'une agression raciste à la fin des années 1980 lui vaut de devenir député européenne sur une liste du Parti communiste italien. Dacia Valent, qui fait alors figure de symbole de l'engagement antiraciste, passe ensuite au Parti de la refondation communiste, mais sa carrière politique décline rapidement, notamment en raison de son comportement personnel. Exclue du PRC, elle devient dans les années 2000 une militante islamiste et ne fait bientôt plus parler d'elle que dans le cadre d'affaires de diffamation à l'égard de diverses personnalités, ou bien d'injures racistes envers les Italiens, les chrétiens, ou les Blancs en général.

## Biographie

### Jeunesse
Dacia Valent naît d'un père diplomate italien, Lucio Gregorio Valent, et d'une mère princesse somalienne, Egal Esman Zohra. Grandissant dans une famille à la fois aisée et cosmopolite, elle s'installe en Italie en 1980. En 1985, à Udine où réside la famille, son frère cadet est tué à coups de couteau par deux condisciples qui lui reprochaient d'être un « nègre ». Ce drame personnel pousse Dacia Valent à s'engager sur le terrain social puis, en 1986, à entrer dans la police : elle est d'abord affectée à Milan puis, sur sa demande, à Palerme.

### Agression raciste et mandat européen
En janvier 1989, alors qu'elle est en service, un individu pris de boisson lui met la main aux fesses, puis refuse de lui donner ses papiers et la frappe en proférant des injures racistes. Les deux collègues qui l'accompagnaient s'abstiennent de lui porter secours. Dacia Valent raconte ensuite son histoire à L'Unità, le quotidien du Parti communiste italien. Cet événement fait l'objet d'une grande couverture médiatique : Dacia Valent devient rapidement en Italie une célébrité, et un symbole des victimes du racisme,,, la curiosité des médias étant attisée tant par son histoire personnelle que par son aisance devant la caméra. Achille Occhetto, alors chef du PCI, la présente sur une liste aux élections européennes de juin 1989. Elle y obtient 76 000 voix, le plus grand nombre de votes de préférence de la liste, ce qui lui vaut de devenir la première parlementaire noire de l'histoire italienne. 
En 1990, elle met le PCI dans l'embarras en écrivant un article qui qualifie Israël d'État le plus raciste du monde et de pays tortionnaire ; Achille Occhetto est contraint de désavouer ses propos pour ne pas compromettre les contacts entre son parti et le gouvernement israélien.
Durant le mandat de Dacia Valent au Parlement européen, le PCI cesse d'exister pour laisser place au Parti démocrate de la gauche (PDS). Elle suit alors les militants communistes qui refusent la transformation du PCI en PDS, et adhère au Parti de la refondation communiste, dont les députés européens siègent à partir de janvier 1993 parmi les non-inscrits. Dacia Valent continue par ailleurs de s'engager contre les discriminations : avec Eugenio Melandri, autre élu du PRC, elle crée l'association antiraciste Senzaconfine. En 1992, elle crée la section italienne de l'ONG SCORE, destinée à lutter contre la discrimination raciale et aider les immigrés en Europe. 

### Déclin de sa carrière politique
Le comportement personnel de Dacia Valent — qui mène une vie privée agitée, ne paie jamais ses cotisations tout en réclamant de l'argent à la direction du PRC, et accumule les dettes au point que ses créanciers finissent par se tourner vers le parti — aboutit à la marginaliser au sein de sa formation politique. Elle tente ensuite d'obtenir l'investiture d'Alliance nationale (ex-MSI, tout juste passé de l'extrême droite à la droite modérée), et se déclare conquise par Gianfranco Fini : cela lui vaut d'être exclue du PRC. Finalement, lors des élections générales de mars 1994, elle se présente à Naples sous les couleurs d'une coalition formée par le Parti social-démocrate italien, mais n'obtient que 1,77 % des suffrages. Elle continue dans les mois qui suivent à proclamer son attachement à Alliance nationale. Eugenio Melandri commente à l'époque que Dacia Valent « ignore ce que sont la gauche et la droite » et que sa carrière politique est le fruit d'une opération de communication qui l'a conduite à exercer des fonctions pour lesquelles elle n'était pas faite.
N'ayant plus de mandat électif après les élections européennes de juillet 1994, elle se consacre à temps plein à SCORE Italie, qu'elle dirige avec son compagnon belge d'origine congolaise, Luc Tshombe Mutshail. Mais l'ONG ne parvient pas à s'implanter en Italie et se fait surtout remarquer par sa mauvaise gestion, multipliant les irrégularités parmi lesquelles des chèques en blanc. Ses employés, dont les salaires ne sont plus versés, la quittent les uns après les autres, accusant Dacia Valent et Luc Tshombe Mutshail de dilapider les fonds de l'association,.
Dacia Valent, ayant disparu du devant de la scène politique, continue de défrayer la chronique pour des raisons qui tiennent tant à sa vie privée qu'à ses déclarations publiques. En 1994, elle appelle la police en déclarant avoir été rouée de coups par Luc Tshombe Mutshail. En avril 1995, elle est arrêtée pour avoir, au cours d'une dispute conjugale, blessé son compagnon d'un coup de couteau,. Rapidement libérée, elle est, quelques jours après cet épisode, attaquée en justice par la CGIL du Latium pour avoir affirmé que des femmes immigrées somaliennes avaient été abusées sexuellement par des syndicalistes. La CGIL suppose à l'époque que ces déclarations avaient pour but de faire pression sur les services sociaux de la région Latium afin d'obtenir des fonds publics : le versement des subventions à son association avait en effet été interrompu par la région en raison de problèmes liés à sa gestion. Dacia Valent est finalement condamnée pour diffamation.
En 2003, elle se convertit à l'islam, expliquant qu'il s'agit pour elle d'un retour à ses racines. Elle fonde la Ligue islamique anti-diffamation (Lega Islamica Anti Diffamazione), association qui se veut une réplique de l'Anti-Defamation League juive. Elle crée un numéro vert destiné aux personnes de confession musulmane qui souhaitent signaler des abus présumés dont ils auraient été victimes en raison de leur foi, mais ce numéro cesse presque immédiatement de fonctionner. 
Lors des élections européennes de 2004, elle tente de faire son retour au Parlement de Strasbourg en figurant sur une liste conduite par Antonio Di Pietro, mais elle n'obtient que 583 voix de préférence.
En novembre 2006, elle est renvoyée devant le tribunal pour complicité dans un vol au détriment d'une immigrée polonaise qui s'était adressée à SCORE pour obtenir de l'aide.

### Évolution extrémiste
Les activités de l'organisation de Dacia Valent se résument bientôt à exprimer les opinions personnelles de cette dernière, et notamment à injurier publiquement toute personne ne partageant pas ses vues, lesquelles évoluent vers l'islamisme extrémiste. En octobre 2007, elle est condamnée à un an de prison et 15 000 euros d'amende pour diffamation et menaces contre l'ex-directeur de Telepadania.
En 2008, elle attire à nouveau l'attention des médias en publiant sur son blog un article intitulé « Salauds d'Italiens, Italiens de merde », dans lequel elle profère des insultes racistes et ordurières à l'encontre des Italiens dans leur ensemble. Les prenant notamment à partie en tant que blancs et chrétiens, elle les qualifie de « fils de pute » et de « chiens bâtards », qui représentent « ce que la race blanche a jamais produit de pire »,. Au moment des premières révélations sur les « soirées » de Silvio Berlusconi, elle se répand sur Internet en injures à l'encontre des « salopes italiennes, blanches et chrétiennes » qui « coûtent cinquante euros par soirée, pour les Arabes ».
En mai 2010 elle vandalise la page qui la concerne sur la Wikipédia italophone, supprimant tout son contenu et menaçant les administrateurs de les poursuivre en justice, provoquant le blocage et l'effacement complet de l'article. 
Dans les années qui suivent, Dacia Valent continue de faire parler d'elle épisodiquement, principalement en insultant diverses personnalités sur des blogs. Elle s'en prend notamment à Souad Sbai, une élue du Peuple de la liberté d’origine marocaine, à qui elle reproche son engagement contre l'extrémiste islamiste et qu'elle insulte sur Internet à chacune de ses prises de position sur le sujet, allant jusqu'à lui téléphoner à son domicile pour la menacer et injurier sa famille. En 2012, Dacia Valent est condamnée pour diffamation et injures publiques et privées à l'égard de Souad Sbai.
Elle meurt d'une attaque cardiaque en janvier 2015, alors qu'elle est hospitalisée pour une autre raison .